# 国史眼
『国史眼』（こくしがん、角書には「稿本」とある）は、1890年（明治23年）12月に帝国大学より発行された官撰の日本通史である。文科大学教授重野安繹・久米邦武・星野恒合纂。和装本全7冊。1901年（明治34年）に改訂1冊本が出された。

## 概要
神代から 1889年の大日本帝国憲法発布にいたる日本通史で、天皇、朝廷、地方、外国の順で歴史を叙述している。
1877年（明治10年）、翌1878年開催予定のパリ万国博覧会の事務局からの嘱により、太政官修史館において4冊本の『日本史略』を編纂した。これを1885年（明治18年）に内閣修史局で再編集、さらに1888年（明治21年）に帝国大学臨時編年史編纂掛で再編集を加え『国史眼』と改題した。翌1889年（明治22年）に帝国大学文科大学に国史科が新設されると、教科書として使用された。これを公刊したのが本書である。